# Včelí rámek

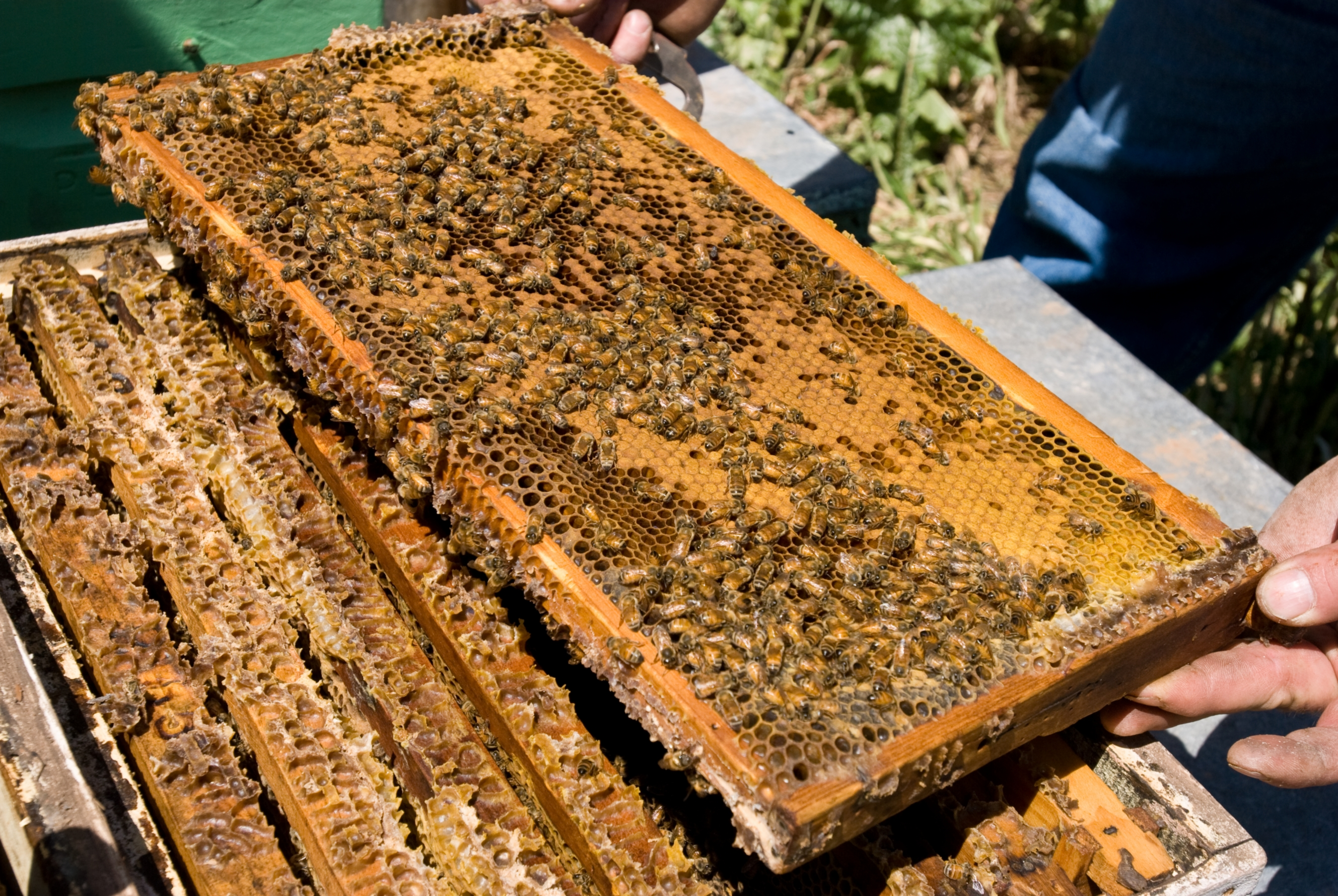
Včelí rámek s plástvi a včelami

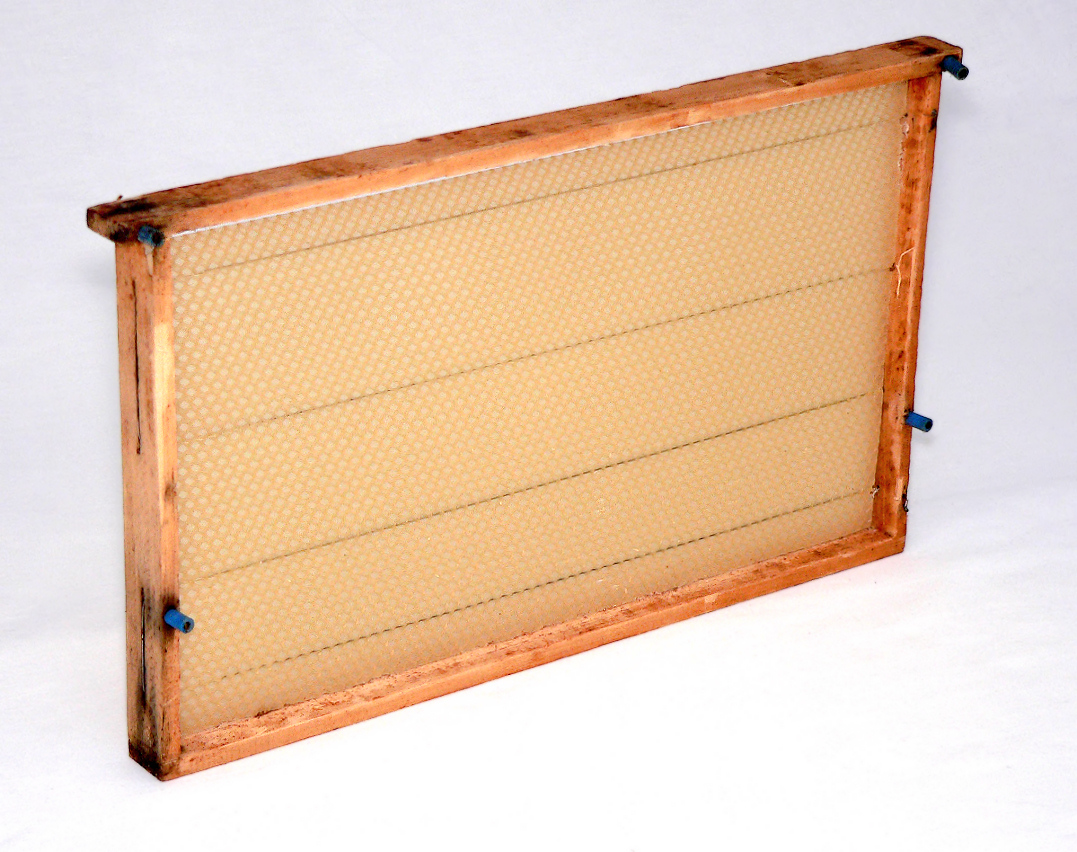
Včelí rámek s voskovou mezistěnou

Včelí rámek je konstrukční prvek v úlu, který drží voskový plást uvnitř úlu nebo nástavku. Včelí rámek je klíčovou součástí moderního rámkového úlu a nejčastěji je dřevěný anebo plastový. Může být odstraněn, aby bylo možné zkontrolovat včelstvo anebo se rámky vyndávají při vytáčení medu a neponičené se vracejí zpět. Vynález včelího rámku přinesl revoluci ve včelařství protože v minulosti odběr medu byl vždy spojen se zničením včelího díla a mnohdy i se zahubením celého včelstva.

## Historie

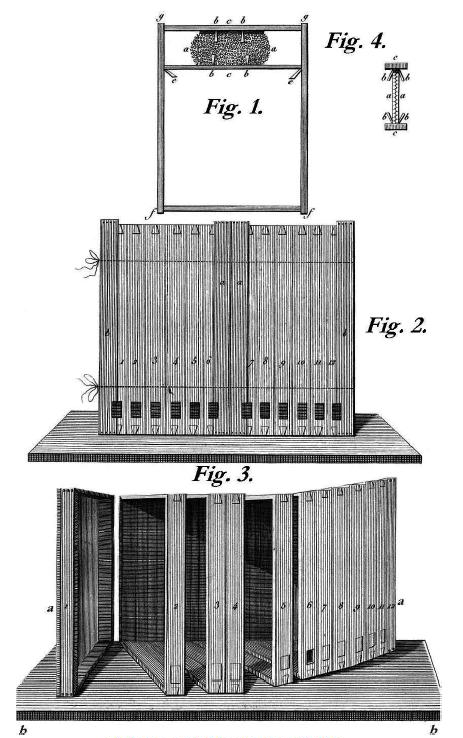
François Huberův úl se včelími rámky r. 1780

První zmínky o používaní rámků ve včelařství pocházejí z konce 18. století. Slovinský včelař, učitel a malíř Anton Janša, známý jako průkopník moderního včelařství, považovaný za jednoho z nejvýznamnějších včelařů, již v roce 1769  změnil konstrukci tehdejších úlů a jejich tvaru, což umožnilo včelařům poskládat více úlů do jedné sestavy. Své objevy publikoval ve svém díle Rozprava o původu včel (r. 1771) a Kompletní nauka o včelařství (r. 1775).
Na českém území v roce 1777 vydává kněz a zemědělský odborník Josef Antonín Janiš své dílo Podstatná učení a zpráva o chování včel a zavadí včelí úly s rozběrným dílem.
Švýcarský entomolog a včelař François Huber, který se specializoval na výzkum včely medonosné v roce 1780 zkonstruoval experimentální rámkový úl pro pozorování včel. Své objevy popisuje ve svém díle Nouvelles Observations sur les Abeilles (Nová pozorování včel), rovněž se odvolává na své mentory René de Réaumura a Charlese Bonneta.
V roce 1814 Ukrajinský včelař Petro Prokopovyč vynalezl první komerční úl na světě, který používal úlové rámky.  Rámky byl umístěny pouze v medníku (horní části úlu), v plodišti (spodní části úlu) byla volná stavba.  Petro Prokopovyč byl také vynálezcem mateří mřížky a na svých včelnicích na Ukrajině provozoval 6600 včelstev.
Na českém území od roku 1835 používal rámkové úly revírní lesník na Nové Dědině Jan Wunder. Pokrokovou stavbu Wunderova úlu i jeho rozměry převzal Včelařský spolek pro Moravu a Slezsko při navrhování „moravského spolkového stojanu“.
Na začátku 19. století polský kněz a včelař Jan Dzierżon popsal správnou osovou vzdálenost mezi rámky v rozteči 38 mm. V roce 1848 zavedl Dzierżon do bočních stěn úlu 8 mm drážky pro uložení horní loučky rámků. Tyto konstrukční úpravy odpovídaly požadavkům na včelí mezeru objevenou později americkým včelařem Lozenzem Langstrothem.
Na Německých územích byl průkopníkem rámkového včelařství August von Berlepsch kdy v r. 1852 navrhl svůj typ rámkového úlu. 
5. října 1852 ve Spojených státech amerických Lozenzo Langstroth patentoval nový úl s pohyblivými rámy pod americkým patentem #US9300A. Dnes je Langstrothův úl nejběžnějším typem úlu v mnoha částech světa. Lozenzo Langstroth také objevil včelí mezeru a způsobil tím opravdovou revoluci ve včelařství.
Po roce 1863 americký včelař francouzského původu Charles Dadant navrhl svůj typ úlu který se vyznačuje velkým plodištěm. Historicky se úly Langstroth a Dadant s velkým plodištěm používaly a používají ve většině světa i v 21. století. 
Na českém území je autorem nejrozšířenější rámkové míry římskokatolický kněz a včelař František Adamec. V jubilejním roce 1904 přednášel o nízko-široké míře a představil rámek o rozměrech 39x24 cm. Adamcova míra je stále značně rozšířená. Podle znalostí amerického včelaření sestavil horem přístupný úl, u něhož se také vžilo označení „Adamcův“.
V 60 letech 20. století v Československu byla zavedená rámková míra 37x30 cm, zvaná Čechoslovák, jako snaha unifikace úlů. Přestože se míra nestala oficiálním standardem, získala si mezi včelaři oblibu pro svou velikost plástové plochy.
Po roce 1989 a pádu komunistického režimu v Československu došlo k rozšíření úlů Langstroth, Dadant, Warré a dalších, které nebyly v předchozím období běžné. 
Na území ČR je i v 21. století nejpoužívanější rámkovou mírou Adamcova míra s rozměry 39x24 cm.

## Přehled včelích rámků, úlů, měr
Přehled nejpoužívanějších rámkových měr.
| Rozměr (cm)   | Název míry            | Typ úlu, poznámka               |
| ------------- | --------------------- | ------------------------------- |
| 39 x 24       | Adamcova míra         | Univerzál, Budečák, Tachovák    |
| 39 x 27,5     | Škvařilova míra       | Univerzál II, Třeboňský úl      |
| 39 x 17       | Boháč                 |                                 |
| 39 x 36       | Pokorný               | Český Langstroth - pro plodiště |
| 39 x 12       | Pokorný               | Český Langstroth - pro medník   |
| 37 x 30       | Čechoslovák           |                                 |
| 37 x 15       | Polorámek Čechoslovák |                                 |
| 37 x 37       | M18                   |                                 |
| 42 x 27,5     | Slovenská B           | Tatran                          |
| 42 x 36       | Slovenská C           | Dunaj                           |
| 37,6 x 31     | Slovenská D           | Priekopník                      |
| 42 x 17       | Ptáček                | Optimal                         |
| 48,8 x 23,2 * | Langstroth            | výška nástavku 24 cm *          |
| 48,8 x 18,5 * | 3/4 Langstroth        | výška nástavku 19,4 cm *        |
| 48,8 x 15,9 * | 2/3 Langstroth        | výška nástavku 16,8 cm *        |
| 48,8 x 13,7 * | 1/2 Langstroth        | výška nástavku 14,6 cm *        |
| 48,8 x 28,5 * | Langstroth Jumbo      | pro plodiště                    |
| 43,5 x 30     | Dadant                | pro plodiště                    |
| 43,5 x 14,5   | Dadant                | pro medník, USA                 |
| 43,5 x 16     | Eurodadant            | pro medník, západní Evropa      |
| 43,5 x 15     | Eurodadant            | pro medník, ČR                  |
| 30 × 30 × 21  | Warré úl              | vnitřní rozměr nástavku         |

* Rozměry Langstroth se v různých zemích mohou lišit.